# Круги Форда

Круги Форда. В основі темніших кругів підписано відповідні нескоротні дроби. Кожен круг дотикається до осі абсцис і сусідніх кругів. Нескоротні дроби з рівними знаменниками відповідають кругам одного радіуса.

Круги Форда — круги з центрами в точках з координатами {\displaystyle (p/q,1/(2q^{2}))} і радіусами {\displaystyle 1/(2q^{2})}, де {\displaystyle p/q} — нескоротний дріб. Кожен круг Форда дотикається до горизонтальної осі {\displaystyle y=0}, і будь-які два круги або дотикаються між собою, або не перетинаються.

## Історія
Круги Форда — особливий випадок взаємно дотичних кругів. Системи взаємно дотичних кругів вивчав Аполлоній Перзький, на честь якого названо задачу Аполлонія і сітку Аполлонія. У XVII столітті Декарт довів теорему про співвідношення між оберненими радіусами взаємно дотичних кругів.
Круги Форда названо на честь американського математика Лестера Форда старшого, який писав про них 1938 року.

## Властивості
Круг Форда, яке відповідає дробу {\displaystyle p/q}, позначають як {\displaystyle C[p/q]} або {\displaystyle C[p,q]}. Кожному раціональному числу відповідає круг Форда. Крім того, півплощину {\displaystyle y\geqslant 1} теж можна вважати виродженим кругом Форда нескінченного радіусу, відповідним парі чисел {\displaystyle p=1,q=0}.
Будь-які два різних круги Форда або не перетинаються зовсім, або дотикають між собою.
Ні в яких двох кругів Форда не перетинаються внутрішні області, попри те що в кожній точці на осі абсцис, яка має раціональну координату, до цієї осі дотикається один круг Форда.
Якщо {\displaystyle 0<p/q<1}, то множину кругів Форда, що дотикаються {\displaystyle C[p/q]}, можна описати будь-яким з таких способів:
1. круги {\displaystyle C[r/s]}, де {\displaystyle |ps-qr|=1},
2. круги {\displaystyle C[r/s]}, де дроби {\displaystyle r/s} сусідять з {\displaystyle p/q} в якому-небудь ряді Фарея,[1] або
3. круги {\displaystyle C[r/s]}, де {\displaystyle r/s} — найближчий менший або найближчий більший предок {\displaystyle p/q} в дереві Штерна — Броко, або {\displaystyle p/q} — найближчий менший або більший предок {\displaystyle r/s}.[1]

Круги Форда також можна розглядати як області на комплексній площині. Модулярная група перетворень комплексної площини відображає круги Форда в інші круги Форда.
Якщо інтерпретувати верхню половину комплексної площини як модель гіперболічної площини (модель Пуанкаре на півплощині), то круги Форда можна інтерпретувати як замощення гіперболічної площини орициклами.
Будь-які два круги Форда конгруентні в гіперболічній геометрії. Якщо {\displaystyle C[p/q]} і {\displaystyle C[r/s]} — дотичні круги Форда, то півколо що проходить через точки {\displaystyle (p/q,0)} і {\displaystyle (r/s,0)} і перпендикулярне до осі абсцис — це гіперболічна пряма, що проходить також через точку дотику двох кругів Форда.
Круги Форда утворюють підмножину кругів, з яких складається сітка Аполлонія, задана прямими {\displaystyle y=0} і {\displaystyle y=1} і кругом {\displaystyle C[0/1]}.

## Загальна площа кругів
Є зв'язок між загальною площею кругів Форда, функцією Ейлера {\displaystyle \varphi }, дзета-функцією Рімана і сталою Апері {\displaystyle \zeta (3)}. Оскільки ніякі два круги Форда не перетинаються по внутрішніх точках, то негайно отримуємо, що сумарна площа кругів
{\displaystyle \left\{C[p,q]:0\leqslant {\frac {p}{q}}\leqslant 1\right\}}
менша від 1. Ця площа дається збіжною сумою, яку можна обчислити аналітично. За визначенням, шукана площа дорівнює
{\displaystyle A=\sum _{q\geqslant 1}\sum _{(p,q)=1 \atop 1\leqslant p<q}\pi \left({\frac {1}{2q^{2}}}\right)^{2}.}
Спрощуючи цей вираз, отримуємо
{\displaystyle A={\frac {\pi }{4}}\sum _{q\geqslant 1}{\frac {1}{q^{4}}}\sum _{(p,q)=1 \atop 1\leqslant p<q}1={\frac {\pi }{4}}\sum _{q\geqslant 1}{\frac {\varphi (q)}{q^{4}}}={\frac {\pi }{4}}{\frac {\zeta (3)}{\zeta (4)}},}
де остання рівність використовує формулу для ряду Діріхле з коефіцієнтами, що даються функцією Ейлера. Оскільки {\displaystyle \zeta (4)=\pi ^{4}/90}, в результаті отримуємо
{\displaystyle A={\frac {45}{2}}{\frac {\zeta (3)}{\pi ^{3}}}\approx 0.872284041.}